# Руновщинский сельский совет (Полтавский район)
Руновщинский сельский совет (укр. Рунівщинська сільська рада) — входит в состав
Полтавского района
Полтавской области
Украины.
Административный центр сельского совета находится в 
с. Руновщина
.

## Населённые пункты совета
- с. Руновщина
- с. Гаврилки
- с. Глобы
- с. Карнаухи
- с. Петрашёвка
- с. Сягайлы
- с. Фисуны